# (31816) 1999 RZ117
1999 RZ117 (asteroide 31816) é um asteroide da cintura principal. Possui uma excentricidade de 0.07219270 e uma inclinação de 9.78470º.
Este asteroide foi descoberto no dia 9 de setembro de 1999 por LINEAR em Socorro.